# 82 (getal)
82 (tweeëntachtig) is het natuurlijke getal volgend op 81 en voorafgaand aan 83.

## Overig
82 is ook:
- Het jaar A.D. 82 en 1982.
- Het atoomnummer van het scheikundig element Lood (Pb).
- Het landnummer voor internationale telefoongesprekken naar Zuid-Korea.
- Het zesde 'magische getal' in de kernfysica.
- Het ISBN-groepsidentificatiegetal voor in Noorwegen uitgegeven boeken.